# محمد بن إدريس الثاني

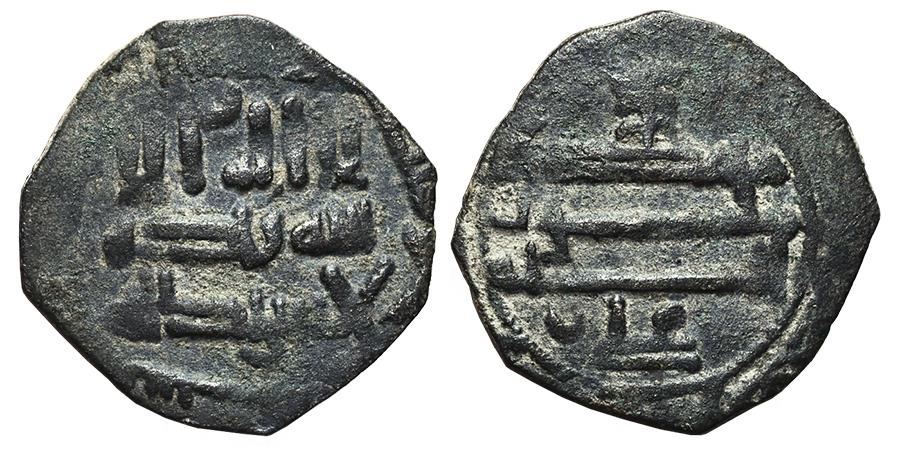
عملات مسكوكة في عهد محمد بن إدريس الثاني

محمد الأول بن إدريس الثاني هو الحاكم الثالث من الدولة الإدريسية بالمغرب، حكم (من 213هـ إلى 221هـ)، فكانت مدة حكمه: 8 أعوام. وهو الإمام محمد بن إدريس الثاني بن إدريس الأول بن عبد الله الكامل.

## نسبه الشريف إلى آل البيت
محمد بن الإمام إدريس بن إدريس بن عبد الله بن الحسن بن الحسين بن علي بن أبي طالب، رضي الله عنهم، من ذرية الحسن بن علي، ينتمي إلى البيت النبوي الشريف. نسبه هو نسب الأدارسة عموما إلى جدهم محمد بن عبد الله رسول الله صلى الله عليه وسلم. فهو بدأ إدريسي (بنسبه إلى سلفه إدريس الأول) مؤسس الدولة الإدريسية بالمغرب. وهو حسني لنسبه إلى الحسن السبط بن علي، علي بن أبي طالب الهاشمي، وهاشمي كذلك من أمه فاطمة الزهراء بنت محمد بن عبد الله الهاشمي (الرسول صلى الله عليه وسلم).
والسلسلة الشريفة على هذا النحو: فهو الإمام محمد بن إدريس الثاني بن إدريس الأول بن عبد الله الكامل بن الحسن المثنى بن الحسن السبط بن علي بن أبي طالب وفاطمة الزهراء بنت محمد بن عبد الله صلى الله عليه وسلم. أمه كانت حرّة من أشراف قبيلة نفزة، وهي قبيلة بربرية عريقة.

## وصفه
كان الأمير محمد أسمر اللون حسن القامة شابًا جميل الوجه أجعد الشعر

## تذكير ببيت الإمام إدريس الثاني
خلف الإمام إدريس الثاني بن إدريس الأول بن عبد الله الكامل، من الأولاد الذكور 12 ولدا ذكرا، وهم :
1. محمد بن إدريس
2. عبد الله بن إدريس
3. عيسى بن إدريس
4. إدريس الثالث بن إدريس
5. القاسم بن إدريس
6. جعفر بن إدريس
7. يحيى بن إدريس
8. أحمد بن إدريس
9. عمر بن إدريس
10. علي بن إدريس
11. داود بن إدريس
12. حمزة بن إدريس

وكان محمد أكبر إخوته سنا ولذلك خلف أباه في الإمامة بعهد منه إليه فيها، ولذلك بويع بالخلافة في 15 من جمادى الأخيرة بعد ثلاثة أيام من وفاة أبيه سنة 213 هجرية.

## نبذة عن الإمام محمد بن إدريس الثاني
وسنخص هنا بالدرس ترجمة الإمام محمد بن إدريس الثاني بن إدريس الأول. ودونك بعض الأخبار عن الإمام محمد بن إدريس الثاني بن إدريس الأول:
أمه حرة من أشراف نفزة فهي من عائلة جدته كنزة الأوربية، ومن أوصافه أنه كان أسمر اللون حسن القد مليح الوجه شاب السن جعد الشعر، ولما تم له الأمر بعد البيعة قسم بلاد المغرب بين إخوته، وذلك بإشارة جدته كنزة، فكان التقسيم كالآتي:
1. القاسم حكم طنجة، وسبتة، وقصر مصمودة، والبصرة، وقلعة حجر النسر، وتطوان، وما انضم إلى ذلك من القبائل والبلاد.
2. عمر حكم تكساس، وترغة وما حولهما من قبائل صنهاجة وغمارة.
3. داود حكم بلاد هوارة، وتسول، وتازا وما حول ذلك من قبائل مكناسة، وغياثة.
4. يحيى حكم أصيلة، والعرائش وقصر كتامة وما إلى ذلك من بلاد ورغة.
5. عيسى حكم سلا وشالة وهي مدينة قديمة خربت وبقيت أطلالها على نهر أبو رقراق بالرباط، وتامسنا وآزمور وما انضم إلى ذلك من القبائل.
6. حمزة حكم مدينة وليلي وأعمالها.
7. أحمد حكم مدينة مكناسة الزيتون، ومدينة تادلا، وما حولهما من قبائل فازاز.
8. عبد الله حكم أغمات وبلاد نفيس وجبال المصامدة، وبلاد لمطة، والسوس الأقصى.

والباقون كانوا صغارا لا زالوا تحت كفالته وكفالة جدتهم كنزة.

## التنظيم الإداري
تسلم الإمام محمد دولة ذات إدارة مركزية موحدة. فبدأ عهده بتجزئتها إداريًا. فقد أشارت عليه جدته كنزة – أم والده إدريس- بتوزيع الأقاليم على إخوته.
1. أقطع القاسم طنجة وسبتة وقصر مصمودة وقلعة حجر النسر وتطوان،
2. وعمر تيكاس وترغة وما بينهما من قبائل صنهاجة وغمارة،
3. وداوود بلاد هوارة وتسول وتازا وما بينهما من قبائل مكناسة وغمارة،
4. ويحيى أصيلا والعرائش والبصرة وبلاد ورغة،
5. وعيسى سلا وشالة وأزمور وتامسنا،
6. وحمزة وليلي وأعمالها،
7. وأحمد مدينة مكناسة وتادلا وما بينهما من بلاد فازاز،
8. وعبد الله أغمات ونفيس وجبل الصامدة وبلاد لمطة والسوس الأقصى.

وبقي الآخرون في عهدة جدتهم لصغر سنهم.
وأبقى تلمسان بيد ابن عمه عيسى بن إدريس بن محمد بن سليمان بن عبد الله. واستمر أبناء سليمان في حكمها حتى نهاية دولة الأدارسة على يد الفاطميين.
واستقر الإمام محمد في العاصمة فاس يراقب أعمال إخوته وتصرفاتهم، فقاموا بالمهمات على أحسن وجه، فقد ضبطوا الأعمال وحفظوا الثغور وأمنوا الطرقات، فحسنت سيرتهم في المرحلة الأولى من ولايتهم.
ولكن حالة الاستقرار التي نعم بها المغرب طيلة عهد الإمام إدريس الثاني وبداية عهد خليفته محمد لم تلبث أن انقلبت إلى فوضى واضطراب، فقد ثار على الإمام محمد أخوه عيسى صاحب شالة وتامسنا. إذ نكث بيعة أخيه وخلع طاعته ودعا لنفسه في مدينة أزمور. عند ذلك كتب الإمام محمد إلى أخيه القاسم صاحب طنجة وسبتة يأمره بقمع تمرد عيسى. إذ كان يحاذيه إقليميًا. أبى القاسم ذلك وكتب إلى أخيه محمد معتذرًا.
وأمام اعتذار القاسم طلب الإمام محمد من أخيه عمر صاحب مدينة تيكاس وغمارة محاربة عيسى. امتثل عمر لأخيه، فجهز جيشًا كبيرًا من قبائل البربر من غمارة وأوربة وصنهاجة وغيرهم...وأمده الإمام بألف فارس من قبائل زناتة. فأوقع عمر بأخيه عيسى وهزمه واستولى على مقاطعته وكتب إلى أخيه الإمام محمد يخبره بقمع التمرد. فشكره على ذلك وكافأه بمنحه ما استولى عليه. ثم طلب منه إخضاع القاسم الذي امتنع من حرب عيسى، زحف عمر لقتاله، والتقى جيشا الأخوين بظاهر طنجة حيث دارت بينهما معركة شديدة انتهت بهزيمة القاسم واستولى عمر على ما كان بيده من البلاد. وهكذا اتسعت ولاية الأمير فصارت السواحل البحرية كلها من عمله وهي تمتد من تيكاس على ساحل البحر المتوسط مرورًا بسبتة وطنجة إلى أصيلا وسلا وأزمور على ساحل المحيط الأطلسي. وأخلص لأخيه الإمام فظل يعمل بإمرته إلى أن توفي بفج الفرس من أعمال صنهاجة سنة 220 هــــ / 834 م ودفن بفاس إلى جانب قبر والده. وعمر هذا هو جد الحموديين الذين حكموا جنوب الأندلس إثر سقوط دولة الأمويين هناك.
أما القاسم فقد سار بعد هزيمته إلى ساحل الأطلسي مما يلي مدينة أصيلا فبنى هناك مسجدًا بموضع بتاهدرت وأقام فيه زاهدًا في الدنيا عابدًا إلى أن توفي.
وكذلك الإمام محمد لم يعش طويلًا فقد توفي بمدينة فاس بعد سبعة أشهر من وفاة أخيه عمر وذلك في ربيع الثاني 221 هـــ نيسان 835 م ودفن بجامعها إلى جانب أبيه وأخيه. وكانت مدة حكمه ثمانية أعوام وشهرًا واحدًا. وخلفه في الحكم ابنه علي الملقب بحيدرة بعهد منه. وبوفاة الإمام محمد يكون قد انقضى على قيام دولة الأدارسة بالمغرب نصف قرن تقريبًا 172-221 هـــ / 787 – 835م.

## وفاته وخلفه
ثم توفى الإمام محمد في 15 من جمادى الآخرة سنة 221 هجرية فكانت ولايته 8 أعوام وشهرا واحدا ودفن بجانب قبر أبيه وأخيه عمر بإزاء الحائط من مسجد الشرفاء (بفاس) واستخلف على إمامة المغرب ولده عليا الملقب بـ «حيدرة» وقد انتخب له هذا اللقب من لقب علي بن أبي طالب كرم الله وجهه الجد الأعلى وبويع له بالخلافة قبيل وفاة أبيه وكان له من العمر 9 أعوام وأربعة أشهر سنة 221 هجرية. وسنفرد له ترجمة في الحلقة المقبلة إن شاء الله. (انظر صورة الضريح)
أبناؤه : علي الإمام من بعده و يحيى الإمام بعد أخيه و أحمد جد الشرفاء الورتدغيريون و سعيد و عبد الله و أخرين عددوا في كتب الانساب
| قبله: إدريس الثاني | الدولة الإدريسية (780-974) | بعده: علي حيدرة بن محمد بن إدريس الثاني |

## وصلات داخلية
- عبد الله الكامل
- إدريس الأول
- إدريس الثاني
- علي حيدرة بن محمد بن إدريس الثاني
- أحمد مزوار الإدريسي
- الدولة الإدريسية
- عبد السلام بن مشيش
- العلمي
- جبل العلم